# Пиер Московиси
Пиер Московиси (на френски: Pierre Moscovici, [piɛʁ.mɔs.kɔ.vi.si]) е френски политик от Социалистическата партия.
Роден е на 16 септември 1957 година в Париж в еврейско семейство, негов баща е известният психолог Серж Московичи. Завършва Парижкия институт за политически изследвания и Националната школа по администрация. Там негов преподавател е Доминик Строс-Кан, с когото остават близки през следващите десетилетия. От 1984 година участва активно в дейността на Социалистическата партия, през 1988 – 1994 година работи в държавната администрация, след това е евродепутат, а от 1997 е депутат във френския парламент. През 2012 – 2014 година е министър на финансите.
От 1 ноември 2014 година Пиер Московиси е еврокомисар по икономическите и финансови въпроси, данъчното облагане и митническия съюз в Комисията „Юнкер“.
На 8 юни 2006 г. Франсоа Оланд и Пиер Московиси, са посетили американското посолство в Париж, за да изкажат съжаленията си, че президентът Жак Ширак се е опълчил срещу нахлуването в Ирак.